# Pedagogia e mondo economico
Pedagogia e mondo economico è un’opera del pedagogista russo Sergej Hessen, pubblicata per la prima volta nel 1949.  

## Contenuto
Il volume si presenta come un’analisi del mondo industriale in chiave educativa che mette in luce il lavoro e il bisogno di tenerlo integrato con l’educazione generale. 
Sottolinea che l’influenza dell’economia, concepita come lotta e dominio di classe, non può essere negata. Questa seconda rivoluzione industriale produce specializzazione del lavoro e aumento del tempo libero. Così la scuola secondaria si rinnova e cambia il curricolo, implicando l’ampliarsi del concetto di cultura. 
Si fa avanti una scuola per la massa industriale in tutti i paesi, e in questa scuola l’educazione generale e la cultura industriale devono accordarsi e convivere.

## Edizioni
- Sergej Hessen, Pedagogia e mondo economico, Casa Editrice Avio, 1951